# Dobra (reka)
Dobra je reka ponikalnica na Hrvaškem, dolga 104 kilometre. Izvira iz več izvirov v Gorskem kotarju, v središču Ogulina ponikne in nekaj kilometrov teče pod zemljo; nazaj na površje privre nekaj kilometrov severno od mesta in nadaljuje tok proti Karlovcu, v bližini katerega se izliva v Kolpo.

## Tok
Dobra nastaja iz dveh izvirov, v bližini vasi Bukov Vrh in v mestu Skrad. Del reke od začetka do ponora v Ogulinu se imenuje Gornja Dobra ali Ogulinska Dobra. V gornjem delu je Dobra tipična hudourniška voda z naglimi in velikimi nihanji pretoka. V Vrbovskem se ji priključi potok Kamačnik. Okoli kilometer pred Ogulinom je na Dobri ustvarjeno akumulacijsko jezero Bukovnik, ki je nastalo z izgradnjo hidroelektrarne Gojak. V Ogulinu Dobra zavije proti severu in ponikne v Đulin ponor pod frankopanskim gradom. Đulin ponor, ki je ime dobil po ljudski legendi, skupaj z jamo Medvedica tvori obsežen jamski sistem. Dolžina Ogulinske Dobre je 48 kilometrov. 
Dobra ponovno izvira štiri kilometre od Đulinega ponora v zaselku Gojak, po katerem v tem delu nosi ime Donja Dobra ali Gojačka Dobra. Tok reke se nadaljuje skozi težko pristopno sotesko z visokimi stenami in izrazito neravnim dnom, ki je posledica tektonske razpoke. Del te soteske je potopilo akumulacijsko jezero hidroelektrarne Lešće, zgrajene v bližini Generalskega Stola. Po 52 kilometrih toka se Donja Dobra nekaj kilometrov gorvodno od Karlovca izliva v Kolpo.

## Elektrarne
Načrti so na Dobri predvidevali izgradnjo petih hidroelektrarn. Zgrajeni sta bili dve: 
- HE Gojak je pretočno-akumulacijska elektrarna moči 56 MW. Zgrajena je bila v letih 1954 do 1959. Ima dva jezova, zgrajena na Ogulinski Dobri in na Zagorski Mrežnici, ki sta povzročila nastanek jezer Bukovnik in Sabljaci. Vodo podzemni kanali, dolgi do 30 kilometrov, speljujejo do strojnice, ki je postavljena ob izviru Gojačke Dobre.[4]
- HE Lešće je bila dograjena leta 2010 in je prva hidroelektrarna, zgrajena v samostojni Hrvaški. Njena nazivna moč je 42,3 MW, upravlja pa se daljinsko iz HE Gojak.[5] Elektrarna je bila deležna velikih kritik zaradi škode okoliškemu prebivalstvu, ki ga povzročajo izlivi vode ob odprtju zapornic, kot tudi zaradi škodljivih ekoloških vplivov.[6]